# Торорої малий
Торорої малий (Myrmothera campanisona) — вид горобцеподібних птахів родини Grallariidae.

## Поширення
Він поширений від півдні Колумбії та Венесуели на схід через Гаяну, Французьку Гвіану, Суринам і північно-західну Бразильську Амазонію, і на південь через тропічний східний Еквадор і Перу до північно-західної Болівії та заходу Бразильської Амазонії. Мешкає в густому підліску вологих лісів.

## Опис
Птах завдовжки до 15 см. Оперення верху темно-буре; має білувату або кремову ділянку навколо ока; горло білясте; груди темно-білуваті, черево світліше, боки сіруваті.

## Спосіб життя
Харчується комахами, головним чином жуками, мурахами, кониками, а також іншими членистоногими, зокрема багатоніжками. Будує неглибоке чашоподібне гніздо розміщене на платформі із сухих гілок або листя, розташоване не менше 15 см від землі на папороті, пальмах або великих купах трав'янистого підліску. Самиця відкладає два бірюзові яйця з коричневими плямами.

## Підвиди
Виділяють 5 підвидів:
- Myrmothera campanisona modesta (P.L. Sclater, 1855) — східні схили Анд в Колумбії.
- Myrmothera campanisona dissors J.T. Zimmer, 1934 — східна частина Колумбії, прилеглі території на півдні Венесуели та північно-західна частина Бразилії
- Myrmothera campanisona campanisona (Hermann, 1783) — південно-східна Венесуела, Гвіана та Бразилія на північ від Амазонки.
- Myrmothera campanisona signata J.T. Zimmer, 1934 — схід Еквадору і північний схід Перу на північ від Амазонки.
- Myrmothera campanisona minor (Taczanowski, 1882) — схід Перу (на південь від річки Амазонки), прилегла західна частина Бразилії і крайня північно-західна Болівія.